# Classe Utenok
La classe Utenok (Project 1209 Omar secondo la denominazione sovietica) è una classe di hovercraft da sbarco anfibi della marina militare sovietica, composta da due unità entrate in servizio tra la fine degli anni 1970 e l'inizio degli anni 1980; è stata realizzata in maniera simile alla precedente classe Tsaplya, di cui è leggermente più lunga ma anche nell'insieme più piccola. La sua produzione è cessata dopo sole 2 unità.
La sua concezione è stata apparentemente influenzata da un motivo specifico, ovvero dare alle navi classe Ivan Rogov, le uniche LPD della marina sovietica, la capacità di trasportare un carro armato medio come il T-55 della fanteria di marina sovietica direttamente sulla spiaggia, capacità che mancava per via del fatto che a bordo non c'era spazio per gli hovercraft più grandi come gli Aist, mentre i mezzi da sbarco a motore LCT classe Ondatra erano pur sempre dei lenti e vulnerabili navigli per lo sbarco di uomini e mezzi; con gli Utenok era possibile invece ospitare a bordo un hovercraft capace di trasporti pesanti, che poteva trasportare sulla spiaggia un carro medio superando ostruzioni e campi minati navali. Il mezzo ospitava anche fino a 80 soldati  completamente equipaggiati
.
Le due unità realizzate, denominate D-278 e D-346, furono assegnate alla Flotta del Mar Nero, rimanendo in servizio fino ai primi anni 1990.